# 2024年パリパラリンピックのコソボ選手団
2024年パリパラリンピックのコソボ選手団は、2024年8月28日から9月8日までフランスのパリで開催された2024年パリパラリンピックコソボ選手団の名簿。今大会、コソボはパラリンピック初参加となった。

## 選手団
- 人員: 選手 1人
- 開会式旗手: グレヴィスト・ビュティチ

## 種目別選手・スタッフ名簿及び成績

### 陸上
| 選手                     | 種目          | 結果         | 順位 |
| ------------------------ | ------------- | ------------ | ---- |
| グレヴィスト・ビュティチ | 男子1500m T46 | 4分32秒88 PB | 15位 |